# Шонекан, Эрнест
Эрнест Адегунле Оладейнде Шонекан (англ. Ernest Adegunle Oladeinde Shonekan; 9 мая 1936, Лагос — 11 января 2022, Лагос, Лагос) — нигерийский государственный деятель, временно исполнял обязанности президента страны с августа по ноябрь 1993 года.

## Биография
До января 1993 года Эрнест Шонекан был генеральным директором организации «Объединённая африканская компания Нигерии».
Когда военный диктатор Ибрагим Бабангида пообещал перейти к гражданскому демократическому правлению, Шонекан при британской поддержке 2 января 1993 года стал главой переходного правительства Нигерии. Он успел провести реформу, отменив государственные субсидии на добычу нефти (это было сделано под давлением падения мировых цен на нефть). После этого начался рост инфляции в стране, что привело к уличным протестам.
В связи с увеличением давления общественности на Бабангиду 27 августа 1993 года военные заставили его уйти в отставку с поста президента, и главой страны стал Эрнест Шонекан.
17 ноября 1993 года, после почти трёх месяцев у власти, он был свергнут военными под руководством тогдашнего вице-президента страны — Сани Абача. Шонекан во время своего короткого президентства не имел никакого реального контроля над процессами в стране.